# Carrer Feria (Sevilla)
El  carrer Feria  és un dels carrers amb més personalitat de tota Sevilla (Andalusia), i està situada en el popular barri de la Macarena. Neix a la Resolana i mor al carrer Sant Joan de la Palma després d'un llarg i recte traçat.
El seu nom prové de la  Fira  o  mercat dels dijous  que se celebra a Sevilla des del segle xiii, el més antic de la ciutat. En l'actualitat les voreres s'omplen de petits espais o parades en les quals es venen principalment antiguitats i objectes de segona mà, tot i que en els seus orígens s'oferien tota mena d'articles.

## Edificis emblemàtics

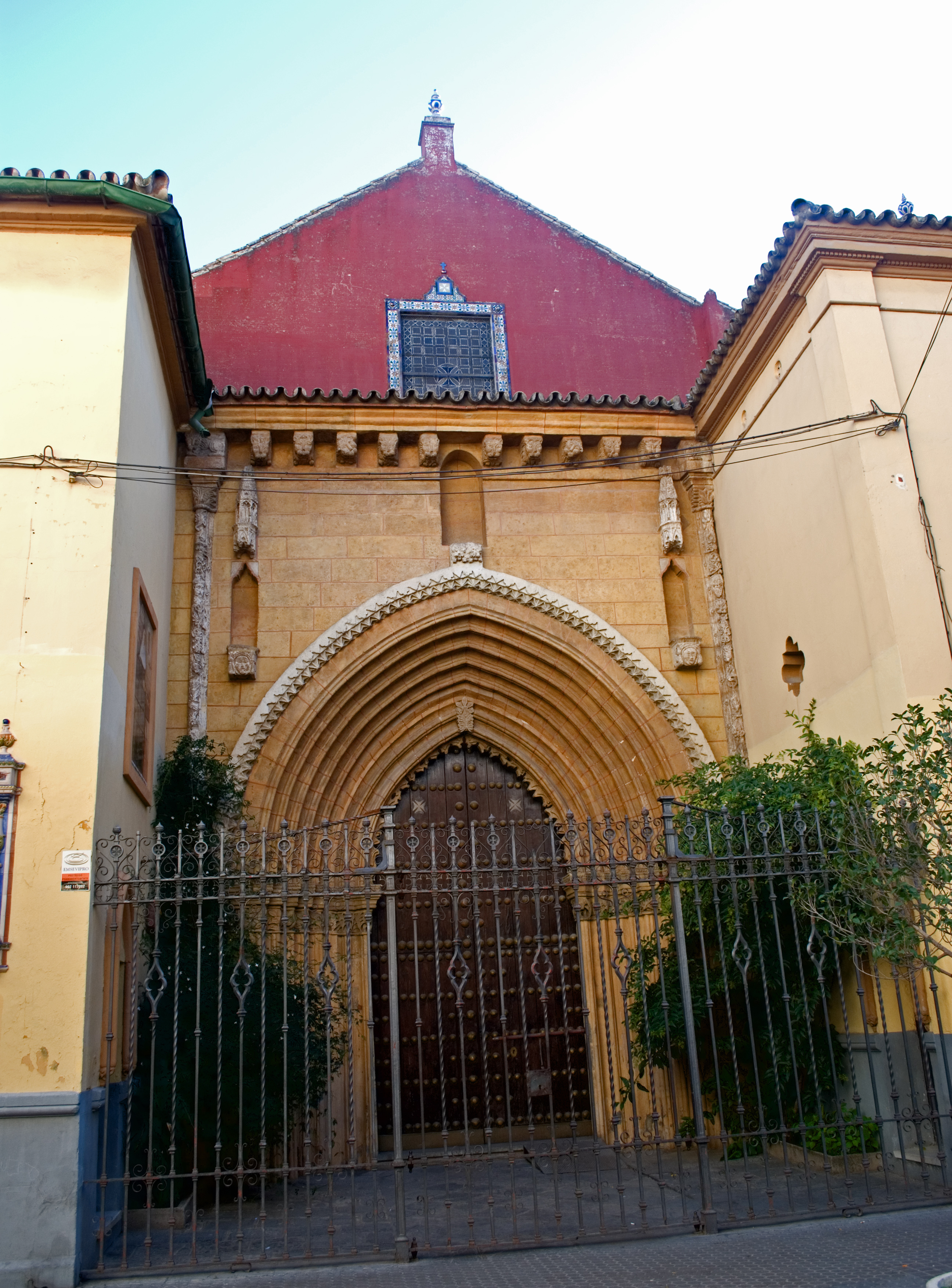
Església de Sant Joan de la Palma.

Se situen en aquest carrer al Mercat d'Abastos, que aixecat al segle xviiis un dels edificis de serveis més antics de Sevilla, la parròquia de l'Omnium Sanctorum, temple mudèjar del segle xiv, la Capella de Monte-Sión, seu de la Germanor del seu nom o el Palau dels Marquesos de la Algaba.
També es localitza l'església de Sant Joan de la Palma, aixecada sobre una antiga mesquita, que és seu de la Germandat de l'Amargor. Altres germandats que tenen la seva seu en aquest carrer són El Carme Dolorós i Els Javieres.

## Curiositats
- En aquest carrer hi va néixer el torero Juan Belmonte, on la seva família tenia una quincalla, i el músic, cantant i compositor Jesús de la Rosa, un dels fundadors del grup de rock andalús Triana, que diu en el seu tema Rock del carrer Feria:  "la vida del carrer Feria la duc molt dins des que vaig néixer" .

- Al llarg d'aquest carrer va tenir lloc el motí del pendó verd, un aixecament popular del segle XVI motivat per la fam que patien els seus veïns.